# Sportklub Niederösterreich Sankt Pölten 2009-2010

## Stagione

### Rosa
Aggiornata al 17 luglio 2010.
| N. |                               | Ruolo | Calciatore            |
| -- | ----------------------------- | ----- | --------------------- |
| 1  | Austria (bandiera)            | P     | Thomas Vollhofer      |
| 2  | Austria (bandiera)            | D     | Markus Speiser        |
| 4  | Austria (bandiera)            | C     | Peter Brandl          |
| 6  | Austria (bandiera)            | D     | Andreas Gradinger     |
| 7  | Austria (bandiera)            | C     | Jochen Fallmann       |
| 8  | Austria (bandiera)            | A     | Michael Wojtanowicz   |
| 9  | Austria (bandiera)            | A     | Lukas Mössner         |
| 11 | Rep. Ceca (bandiera)          | D     | Jiri Lenko            |
| 12 | Macedonia del Nord (bandiera) | C     | Vait Ismaili          |
| 13 | Austria (bandiera)            | C     | Lukas Thürauer        |
| 14 | Austria (bandiera)            | C     | Mirnes Becirovic      |
| 15 | Austria (bandiera)            | C     | Maciej Sobczyk        |
| 16 | Austria (bandiera)            | C     | Marc-Andre Unterhuber |
| 17 | Austria (bandiera)            | A     | Florian Zellhofer     |

| N. |                    | Ruolo | Calciatore           |
| -- | ------------------ | ----- | -------------------- |
| 18 | Austria (bandiera) | D     | Christian Balga      |
| 19 | Austria (bandiera) | A     | Robert Gruberbauer   |
| 21 | Austria (bandiera) | D     | Ümit Derin           |
| 22 | Austria (bandiera) | D     | Michael Ambichl      |
| 23 | Austria (bandiera) | D     | Christian Schaller   |
| 24 | Austria (bandiera) | A     | Martin Dorner        |
| 25 | Austria (bandiera) | D     | Michael Popp         |
| 26 | Austria (bandiera) | A     | Georg Gravogl        |
| 27 | Austria (bandiera) | C     | Bernhard Kotynski    |
| 28 | Austria (bandiera) | D     | Stefan Zwierschitz   |
| 29 | Austria (bandiera) | D     | Michael Schütz       |
| 31 | Austria (bandiera) | P     | Markus Posch         |
| 32 | Austria (bandiera) | P     | David Kraft          |
| 33 | Austria (bandiera) | P     | Karl-Heinz Gschwindl |

### Staff tecnico
| Allenatore:              | Martin Scherb                       |
| Allenatore in seconda:   | Michael Schadinger                  |
| Allenatore dei portieri: | Ernst Scherr                        |
| Massaggiatore:           | Werner Bawaronschütz Hans Fehringer |